# Yvann Thibaudeau
Pour les articles homonymes, voir Thibaudeau.
Yvann Thibaudeau est un monteur québécois, né le 4 avril 1973 à Montréal, au Québec (Canada). Il est connu pour les films Louis Cyr : L'Homme le plus fort du monde, Borderline ainsi que Starbuck.
Il est gagnant d'un prix Jutra pour meilleur montage en 2009 pour Borderline et gagnant d'un prix Gémeaux en 2014 pour le meilleur montage : fiction avec Série noire.

## Filmographie
Source : IMDb

### Montage

#### Cinéma
- 1997 : Le Rêve de Jimmy (The Kid) de John Hamilton
- 1997 : Les Boys de Louis Saia
- 1998 : Le Dernier Templier (The Minion) de Jean-Marc Piché
- 1999 : Laura Cadieux... la suite de Denise Filiatrault
- 1999 : Tout va pour le pire (Perpetrators of the Crime) de John Hamilton
- 2000 : Wilder de Rodney Gibbons
- 2001 : Fly Fly
- 2001 : Mort subite (Cause of Death) de Marc S. Grenier
- 2001 : Témoins en sursis (Hidden Agenda) de Marc S. Grenier
- 2001 : Le Ciel sur la tête d'Yves Ciampi
- 2001 : Dead Awake de Marc S. Grenier
- 2002 : L'Odyssée d'Alice Tremblay de Denise Filiatrault
- 2002 : Québec-Montréal de Ricardo Trogi
- 2002 : Histoire de Pen de Michel Jetté
- 2003 : Fear of the Dark de K.C. Bascombe
- 2003 : Déformation personnelle de Jean-François Asselin
- 2003 : Parano (A Problem with Fear) de Gary Burns
- 2003 : Hatley High de Phil Price
- 2004 : La Peau blanche de Daniel Roby
- 2004 : Secrets d'État (A Different Loyalty) de Marek Kanievska
- 2004 : Littoral de Wajdi Mouawad
- 2004 : Les Aimants d'Yves P. Pelletier
- 2004 : Ma vie en cinémascope de Denise Filiatrault
- 2005 : Idole instantanée d'Yves Desgagnés
- 2005 : Horloge biologique de Ricardo Trogi
- 2008 : Tout est parfait d'Yves Christian Fournier
- 2008 : Borderline de Lyne Charlebois
- 2011 : Starbuck de Ken Scott
- 2022 : Niagara de Guillaume Lambert
- 2024 : Tous toqués! de Manon Briand
- 2025 : Ma mère, Dieu et Sylvie Vartan de Ken Scott

#### Télévision
- 2002 : Summer
- 2002 : Asbestos
- 2005 : Les Invincibles

### Acteur
- 1989 : Lance et compte : Troisième saison (feuilleton TV) : Francis Gagnon
- 1991 : Super Trio de Guy Simoneau